# Mariana Monteiro
Mariana Monteiro (Porto, 17 de Novembro de 1988), é uma atriz e modelo portuguesa.

## Biografia
Nascida no Porto, no dia 17 de novembro de 1988, mudou-se para Lisboa aos 16 anos.
Estreou-se como atriz, em 2005, na série juvenil da TVI, Morangos com Açúcar, onde interpretou o papel de Beatriz Gouveia. A partir desse ano integrou o elenco de várias telenovelas da estação, tendo assinado um contato de exclusividade com o canal, onde foi exclusiva até 2013. No canal integrou o elenco de várias produções, Doce Fugitiva (2006), Fascínios (2007), Equador (2008), Deixa Que Te Leve (2009), Espírito Indomável (2010), Doce Tentação (2012) ou Destinos Cruzados (2013).
Após o término do contrato de exclusividade com a TVI, em 2014 é contratada pela RTP, onde apresenta o programa The Voice Kids, ao lado de Vasco Palmeirim, estreando-se assim na apresentação. Ainda em 2014, protagoniza a série Mulheres de Abril e a telenovela Água de Mar, ambas para a RTP1. 
Em 2015 estreia-se na ficção da SIC, onde co- protagonizou a novela da noite Coração d'Ouro, no papel de Inês Castro de Aguiar. Desde então mantém-se no canal, protagonizando a novela líder absoluta de audiências Terra Brava e, em 2025, interpreta a grande vilã de A Herança, no papel de Pilar Novais. Em 2021, depois de seis anos regressa à apresentação, com o programa Estamos em Casa na SIC.
Em 2015, foi nomeada “Champion” para a Igualdade de Género em Portugal pela Organização das Nações Unidas. Nesse mesmo ano, co-escreveu com Narciso Moreira um livro infantil chamado Mariana num Mundo Igual abordando o tema da Igualdade de Género em parceria com a Betweien e destinado a alunos do 1º ciclo do ensino básico. Em 2018, lançou um segundo livro com uma nova abordagem ao tema da Igualdade, intitulado Mariana no Caminho da Igualdade.Ainda em 2018, junta-se à equipa da Associação Corações com Coroa, fundada por Catarina Furtado, onde foi porta-voz das temáticas para a juventude.
Em fevereiro de 2020, estreou-se com Romeu e Julieta, numa versão e encenação de John Romão, no Teatro Nacional D. Maria II. Em 2021, lançou um livro de autoria própria com ilustrações de Mariana, intitulado Pensamentos de uma mente inquieta. Nos últimos anos, Mariana, integra o elenco de diversos projetos, tais como, o telefilme A Hora dos Lobos, a série Projeto Delta, a série Homens de Honra, o filme Cândido e a curta-metragem O Fim Era Apenas o Início.

## Vida pessoal
Em 2012, numa festa de verão da estação televisiva da qual era exclusiva na altura, assumiu o namoro com João Mota, vencedor da 2ª edição da Casa dos Segredos, da mesma estação, relação que terminou em 2019.

## Filmografia
A atriz participou nos seguintes projetos:

### Televisão
| Ano         | Projeto                         | Papel                                         | Notas                                                       | Canal |
| ----------- | ------------------------------- | --------------------------------------------- | ----------------------------------------------------------- | ----- |
| 2005 - 2006 | Morangos com Açúcar             | Beatriz Gouveia                               | Elenco Principal                                            | TVI   |
| 2006 - 2007 | Doce Fugitiva                   | Mafalda De Noronha                            | Elenco Principal                                            | TVI   |
| 2007 - 2008 | Fascínios                       | Nalini Ragjar                                 | Elenco Principal                                            | TVI   |
| 2008 - 2009 | Equador                         | Marta Traboucer                               | Elenco Principal                                            | TVI   |
| 2009        | Uma Canção para Ti              | Ela Própria                                   | Jurada, na ausência de Rita Pereira                         | TVI   |
| 2009 - 2010 | Deixa Que Te Leve               | Maria Della Luce (Luz) Távora Gonzaga Valenti | Protagonista                                                | TVI   |
| 2010 - 2011 | Espírito Indomável              | Joana Figueira                                | Co-Protagonista                                             | TVI   |
| 2011        | Síndroma de Estocolmo           | Andreia                                       | Protagonista                                                | TVI   |
| 2011        | Conexão                         | Sara                                          | Elenco Principal                                            | RTP1  |
| 2012 - 2013 | Doce Tentação                   | Ana Clara / Esperança                         | Protagonista                                                | TVI   |
| 2013 - 2014 | Destinos Cruzados               | Bárbara Falcão Coentrinhos                    | Antagonista                                                 | TVI   |
| 2014        | The Voice Portugal (2.ª edição) | Ela Própria                                   | Repórter V (apoiada por Pedro Fernandes e Laura Figueiredo) | RTP1  |
| 2014        | Mulheres de Abril               | Ana Silva Guedes                              | Protagonista                                                | RTP1  |
| 2014 - 2015 | Água De Mar                     | Teresa Vilar                                  | Protagonista                                                | RTP1  |
| 2014        | The Voice Kids (1.ª edição)     | Ela Própria                                   | Apresentadora, ao lado de Vasco Palmeirim                   | RTP1  |
| 2015 - 2016 | Coração d'Ouro                  | Inês Castro de Aguiar                         | Protagonista                                                | SIC   |
| 2016 - 2017 | Ministério do Tempo             | Amélia Carvalho                               | Protagonista                                                | RTP1  |
| 2019 - 2021 | Terra Brava                     | Beatriz Gonçalves Ferreira                    | Protagonista                                                | SIC   |
| 2021        | Estamos em Casa                 | Ela Própria                                   | Apresentadora                                               | SIC   |
| 2023        | Projeto Delta                   | Liliana                                       | Antagonista                                                 | SIC   |
| 2025 - 2026 | A Herança                       | Pilar Antónia Almirante Brito Novais          | Antagonista                                                 | SIC   |

Cinema
| Ano  | Projeto                          | Papel       |
| ---- | -------------------------------- | ----------- |
| 2008 | Cão Preto                        | Susana      |
| 2008 | Amália - O Filme                 |             |
| 2010 | Um Dia de Maio                   |             |
| 2015 | The Cry From The Woods           |             |
| 2016 | A Vida Secreta dos Nossos Bichos | Chloe (voz) |

## Prémios
Troféus de Televisão TV 7 Dias/Impala
| Ano  | Prémio                        | Resultado |
| ---- | ----------------------------- | --------- |
| 2021 | Telenovelas - Atriz Principal | Indicado  |